# Ямницкий сельсовет
Я́мницкий сельсовет (бел. Ямніцкі сельсавет) — административно-территориальная единица Быховского района Могилёвской области Белоруссии.

## Состав
Включает 20 населённых пунктов:
- Барсуки — деревня.
- Выгода — деревня.
- Вьюн — деревня.
- Вязьма — деревня.
- Гамарня — деревня.
- Дедово — деревня.
- Дунаёк — деревня.
- Езва — деревня.
- Клетное — деревня.
- Красная Беларусь — деревня.
- Лагодово — деревня.
- Новая Боярщина 1 — деревня.
- Новая Боярщина 2 — деревня.
- Подлесье — деревня.
- Проточное — деревня.
- Романяцкая Гута — деревня.
- Старая Боярщина — деревня.
- Тартак — посёлок.
- Хомичи — деревня.
- Ямное — деревня.